# Vădeni (Soroca)
Vădeni è un comune della Moldavia situato nel distretto di Soroca di 2.695 abitanti al censimento del 2004.

## Località
Il comune è formato dall'insieme delle seguenti località (popolazione 2004):
- Vădeni (2.318 abitanti)
- Dumbrăveni (377 abitanti)